# Келлог, Кларк
Кларк Клифтон Келлог-младший (англ. Clark Clifton Kellogg, Jr.; род. 2 июля 1961, Кливленд, Огайо) — американский профессиональный баскетболист.

## Карьера игрока
Играл на позиции тяжёлого форварда. Учился в Университете штата Огайо, в 1982 году был выбран на драфте НБА под 8-м номером командой «Индиана Пэйсерс» и всю свою карьеру провёл в этой команде. Всего в НБА провёл 5 сезонов (из них два неполных), завершив карьеру в возрасте 26 лет из-за хронических проблем с коленом. В 1979 году стал лучшим баскетболистом среди учащихся старшей школы. Включался в 1-ю сборную новичков НБА (1983). Всего за карьеру в НБА сыграл 260 игр, в которых набрал 4918 очков (в среднем 18,9 за игру), сделал 2482 подбора, 764 передачи, 381 перехват и 105 блок-шотов.

## Статистика

### Статистика в НБА
| Сезон                                                                                    | Команда | Регулярный сезон | Регулярный сезон | Регулярный сезон | Регулярный сезон | Регулярный сезон | Регулярный сезон | Регулярный сезон | Регулярный сезон | Регулярный сезон | Регулярный сезон | Регулярный сезон | Серия плей-офф | Серия плей-офф | Серия плей-офф | Серия плей-офф | Серия плей-офф | Серия плей-офф | Серия плей-офф | Серия плей-офф | Серия плей-офф | Серия плей-офф | Серия плей-офф |
| Сезон                                                                                    | Команда | GP               | GS               | MPG              | FG%              | 3P%              | FT%              | RPG              | APG              | SPG              | BPG              | PPG              | GP             | GS             | MPG            | FG%            | 3P%            | FT%            | RPG            | APG            | SPG            | BPG            | PPG            |
| ---------------------------------------------------------------------------------------- | ------- | ---------------- | ---------------- | ---------------- | ---------------- | ---------------- | ---------------- | ---------------- | ---------------- | ---------------- | ---------------- | ---------------- | -------------- | -------------- | -------------- | -------------- | -------------- | -------------- | -------------- | -------------- | -------------- | -------------- | -------------- |
| 1982/83                                                                                  | Индиана | 81               | 81               | 34,1             | 47,9             | 22,2             | 74,1             | 10,6             | 2,8              | 1,7              | 0,5              | 20,1             | Не участвовал  | Не участвовал  | Не участвовал  | Не участвовал  | Не участвовал  | Не участвовал  | Не участвовал  | Не участвовал  | Не участвовал  | Не участвовал  | Не участвовал  |
| 1983/84                                                                                  | Индиана | 79               | 79               | 33,9             | 51,9             | 33,3             | 76,8             | 9,1              | 3,0              | 1,5              | 0,4              | 19,1             | Не участвовал  | Не участвовал  | Не участвовал  | Не участвовал  | Не участвовал  | Не участвовал  | Не участвовал  | Не участвовал  | Не участвовал  | Не участвовал  | Не участвовал  |
| 1984/85                                                                                  | Индиана | 77               | 65               | 31,8             | 50,5             | 50,0             | 76,0             | 9,4              | 3,2              | 1,1              | 0,3              | 18,6             | Не участвовал  | Не участвовал  | Не участвовал  | Не участвовал  | Не участвовал  | Не участвовал  | Не участвовал  | Не участвовал  | Не участвовал  | Не участвовал  | Не участвовал  |
| 1985/86                                                                                  | Индиана | 19               | 12               | 29,9             | 47,3             | 30,8             | 76,8             | 8,8              | 3,0              | 1,5              | 0,4              | 17,6             | Не участвовал  | Не участвовал  | Не участвовал  | Не участвовал  | Не участвовал  | Не участвовал  | Не участвовал  | Не участвовал  | Не участвовал  | Не участвовал  | Не участвовал  |
| 1986/87                                                                                  | Индиана | 4                | 4                | 15,0             | 36,4             | 50,0             | 75,0             | 2,8              | 1,5              | 1,3              | 0,0              | 5,0              | Не участвовал  | Не участвовал  | Не участвовал  | Не участвовал  | Не участвовал  | Не участвовал  | Не участвовал  | Не участвовал  | Не участвовал  | Не участвовал  | Не участвовал  |
|                                                                                          | Всего   | 260              | 241              | 32,7             | 49,7             | 33,8             | 75,7             | 9,5              | 2,9              | 1,5              | 0,4              | 18,9             | Не участвовал  | Не участвовал  | Не участвовал  | Не участвовал  | Не участвовал  | Не участвовал  | Не участвовал  | Не участвовал  | Не участвовал  | Не участвовал  | Не участвовал  |
| Наведите курсор мыши на аббревиатуры в заголовке таблицы, чтобы прочесть их расшифровку. |         |                  |                  |                  |                  |                  |                  |                  |                  |                  |                  |                  |                |                |                |                |                |                |                |                |                |                |                |

### Статистика в NCAA
| Сезон | Команда     | Conf    | Class | GP | GS | MPG  | FG%  | 3P% | FT%  | RPG  | APG | SPG | BPG | PPG  |
| --- | ----------- | ------- | ----- | -- | -- | ---- | ---- | --- | ---- | ---- | --- | --- | --- | ---- |
| 1979/80 | Огайо Стэйт | Big Ten | FR    | 29 | 27 | 32,3 | 43,5 |     | 79,7 | 8,0  | 2,6 | 1,2 | 0,6 | 11,6 |
| 1980/81 | Огайо Стэйт | Big Ten | SO    | 27 | 27 | 36,0 | 48,1 |     | 78,6 | 12,0 | 2,0 | 1,2 | 0,9 | 17,3 |
| 1981/82 | Огайо Стэйт | Big Ten | JR    | 30 | 30 | 36,7 | 52,7 |     | 72,7 | 10,5 | 1,0 | 1,3 | 0,6 | 16,1 |
| Всего | Всего       | Всего   | Всего | 86 | 84 | 35,0 | 48,5 |     | 77,2 | 10,1 | 1,9 | 1,2 | 0,7 | 14,9 |
| Наведите курсор мыши на аббревиатуры в заголовке таблицы, чтобы прочесть их расшифровку Статистика приведена с сайта sports-reference.com |             |         |       |    |    |      |      |     |      |      |     |     |     |      |